# سیارک ۶۱۵۳
سیارک ۶۱۵۳ (به انگلیسی: 6153 Hershey، نامگذاری:1990OB) شش هزار و صد و پنجاه و سومین سیارک کشف شده‌است که در ۱۹ ژوئیه ۱۹۹۰ کشف شد.
قدر مطلق سیارک برابر ۱۱٫۵۰ است.